# Gai Hostili
Gai Hostili (Caius Hostilius) va ser un ambaixador romà del segle ii aC.
El senat romà el va enviar a Alexandria l'any 168 aC per fer de mediador entre Antíoc IV Epífanes i Ptolemeu Fiscó i Cleòpatra (Ptolemeu VIII Evergetes II Fiscó va ser rei del 170 aC al 169 aC en solitari, va governar conjuntament amb Ptolemeu VI Filomètor i Cleòpatra II del 169 aC al 164 aC, i després va governar altre cop sol del 164 aC al 163 aC). En parla Titus Livi a la seva Història de Roma. Com que el va enviar el senat cal pensar que era un senador i ostentava per tant el rang senatorial.